# Liste der Ramsar-Gebiete in Deutschland

Logo der Ramsar-Konvention

Ramsar-Gebiete sind nach der 1971 geschlossenen Ramsar-Konvention geschützte Feuchtgebiete von internationaler Bedeutung, nach der Absicht des internationalen völkerrechtlichen Vertrags insbesondere als Lebensraum für Wasser- und Watvögel.
Deutschland weist 35 Ramsar-Gebiete mit 868.905 ha aus (Stand Juni 2024), z. B. Schleswig-Holsteinisches und Niedersächsisches Wattenmeer, Elb- und Donauauen, Müritz-Ostufer, Ammer- und Chiemsee, Havelniederungen und Gülper See, Rieselfelder Münster.

## Grundlagen
Das nach dem Ort des Vertragsschlusses, der iranischen Stadt Ramsar benannte Abkommen ist eines der ältesten internationalen Vertragswerke zum Umweltschutz. Deutschland hat das Abkommen mit Datum vom 26. Februar 1976 ratifiziert (als 11. Staat), und die Konvention einschließlich der Amendments (Ergänzungen) der Extraordinary Conference of the Contracting Parties in Regina, Kanada, von 1987 (Regina Amendments, in Kraft getreten 1. Mai 1994), angenommen.
Sitz des Internationalen Ramsar-Sekretariats zur Überwachung der Umsetzung der Konvention und ihrer Weiterentwicklung ist Gland am Genfersee.

## Liste der Ramsar-Gebiete
TRS = grenzüberschreitend
Stand: 1/2021, ramsar.org

### Baden-Württemberg
| Nr. | Land              | Name des Gebiets                                      | Lage                | Größe in ha | Höhe in m ü.NHN | Ausweisungs- Datum |
| --- | ----------------- | ----------------------------------------------------- | ------------------- | ----------- | --------------- | ------------------ |
| 10  | Baden-Württemberg | Bodensee: Wollmatinger Ried – Giehrenmoos & Mindelsee | 47° 41′ N, 9° 7′ O  | 1.286       | 395–460         | 26. Februar 1976   |
| 34  | Baden-Württemberg | Oberrhein zwischen Weil am Rhein und Karlsruhe (TRS)  | 48° 25′ N, 7° 45′ O | 25.117      | 130–270         | 28. August 2008    |

### Bayern
| Nr. | Land   | Name des Gebiets                          | Lage                 | Größe in ha | Höhe in m ü.NHN | Ausweisungs- Datum |
| --- | ------ | ----------------------------------------- | -------------------- | ----------- | --------------- | ------------------ |
| 11  | Bayern | Donaumoos                                 | 48° 28′ N, 10° 13′ O | 8.000       | 440             | 26. Februar 1976   |
| 12  | Bayern | Lech-Donau-Winkel                         | 48° 44′ N, 11° 0′ O  | 4.014       | 393             | 26. Februar 1976   |
| 13  | Bayern | Ismaninger Speichersee mit Fischteichen   | 48° 13′ N, 11° 41′ O | 955         | 496             | 26. Februar 1976   |
| 14  | Bayern | Ammersee                                  | 48° 1′ N, 11° 8′ O   | 6.517       | 533–545         | 26. Februar 1976   |
| 15  | Bayern | Starnberger See                           | 47° 45′ N, 11° 18′ O | 5.720       | 584             | 26. Februar 1976   |
| 16  | Bayern | Chiemsee                                  | 47° 53′ N, 12° 29′ O | 8.660       | 518             | 26. Februar 1976   |
| 17  | Bayern | Unterer Inn, zwischen Haiming und Neuhaus | 48° 20′ N, 13° 9′ O  | 1.955       | 320–350         | 26. Februar 1976   |
| 33  | Bayern | Bayerische Wildalm (TRS)                  | 47° 35′ N, 11° 47′ O | 7           | 1425–1470       | 9. Oktober 2007    |
| 35  | Bayern | Rosenheimer Stammbeckenmoore              | 47° 47′ N, 12° 2′ O  | 1.039,2     | 475             | 1. Dezember 2020   |

### Brandenburg
| Nr. | Land                        | Name des Gebiets                                         | Lage                 | Größe in ha | Höhe in m ü.NHN | Ausweisungs- Datum |
| --- | --------------------------- | -------------------------------------------------------- | -------------------- | ----------- | --------------- | ------------------ |
| 21  | Brandenburg, Sachsen-Anhalt | Niederung der Unteren Havel / Gülper See, Schollener See | 52° 45′ N, 12° 13′ O | 8.920       | 23–40           | 31. Juli 1978      |
| 22  | Brandenburg                 | Unteres Odertal, Schwedt                                 | 53° 4′ N, 14° 19′ O  | 5.400       |                 | 31. Juli 1978      |
| 23  | Brandenburg                 | Peitzer Teichgebiet                                      | 51° 51′ N, 14° 25′ O | 1.060       |                 | 31. Juli 1978      |

### Freie und Hansestadt Hamburg
| Nr. | Land    | Name des Gebiets         | Lage                | Größe in ha | Höhe in m ü.NHN | Ausweisungs- Datum |
| --- | ------- | ------------------------ | ------------------- | ----------- | --------------- | ------------------ |
| 29  | Hamburg | Hamburgisches Wattenmeer | 53° 55′ N, 8° 30′ O | 11.700      | -9–5            | 1. August 1990     |
| 31  | Hamburg | Mühlenberger Loch        | 53° 32′ N, 9° 48′ O | 675         | 0               | 9. Juni 1992       |

### Hessen
| Nr. | Land                    | Name des Gebiets                                         | Lage              | Größe in ha | Höhe in m ü.NHN | Ausweisungs- Datum |
| --- | ----------------------- | -------------------------------------------------------- | ----------------- | ----------- | --------------- | ------------------ |
| 9   | Hessen, Rheinland-Pfalz | Rheinauen zwischen Eltville am Rhein und Bingen am Rhein | 50° 0′ N, 8° 0′ O | 566         | 80              | 26. Februar 1976   |

### Mecklenburg-Vorpommern
| Nr. | Land                   | Name des Gebiets                                    | Lage                 | Größe in ha | Höhe in m ü.NHN | Ausweisungs- Datum |
| --- | ---------------------- | --------------------------------------------------- | -------------------- | ----------- | --------------- | ------------------ |
| 18  | Mecklenburg-Vorpommern | Ostseeboddengewässer Westrügen – Hiddensee – Zingst | 54° 30′ N, 12° 45′ O | 25.800      | 0–73            | 31. Juli 1978      |
| 19  | Mecklenburg-Vorpommern | Krakower Obersee                                    | 53° 37′ N, 12° 18′ O | 870         | 48–50           | 31. Juli 1978      |
| 20  | Mecklenburg-Vorpommern | Ostufer Müritz                                      | 53° 27′ N, 12° 49′ O | 4.830       | 63–82           | 31. Juli 1978      |
| 25  | Mecklenburg-Vorpommern | Galenbecker See                                     | 53° 38′ N, 13° 44′ O | 1.015       | 9               | 31. Juli 1978      |

### Niedersachsen
| Nr. | Land          | Name des Gebiets                                | Lage                | Größe in ha | Höhe in m ü.NHN | Ausweisungs- Datum |
| --- | ------------- | ----------------------------------------------- | ------------------- | ----------- | --------------- | ------------------ |
| 1   | Niedersachsen | Wattenmeer, Elbe-Weser-Dreieck                  | 53° 50′ N, 8° 24′ O | 38.460      |                 | 26. Februar 1976   |
| 2   | Niedersachsen | Wattenmeer, Jadebusen & westliche Wesermündung  | 53° 40′ N, 8° 19′ O | 49.490      |                 | 26. Februar 1976   |
| 3   | Niedersachsen | Wattenmeer, Ostfriesisches Wattenmeer & Dollart | 53° 42′ N, 7° 21′ O | 121.620     |                 | 26. Februar 1976   |
| 4   | Niedersachsen | Niederelbe, Barnkrug – Otterndorf               | 53° 47′ N, 9° 7′ O  | 11.760      | 0–4             | 26. Februar 1976   |
| 5   | Niedersachsen | Elbauen, Schnackenburg – Lauenburg              | 53° 8′ N, 11° 5′ O  | 7.560       | 9–34            | 26. Februar 1976   |
| 6   | Niedersachsen | Dümmer                                          | 52° 32′ N, 8° 23′ O | 3.600       | 37–39           | 26. Februar 1976   |
| 7   | Niedersachsen | Diepholzer Moorniederung                        | 52° 34′ N, 8° 48′ O | 15.060      | 36–51           | 26. Februar 1976   |
| 8   | Niedersachsen | Steinhuder Meer                                 | 52° 28′ N, 9° 20′ O | 5.730       | 38–42           | 26. Februar 1976   |

### Nordrhein-Westfalen
| Nr. | Land                | Name des Gebiets        | Lage                | Größe in ha | Höhe in m ü.NHN | Ausweisungs- Datum |
| --- | ------------------- | ----------------------- | ------------------- | ----------- | --------------- | ------------------ |
| 26  | Nordrhein-Westfalen | Rieselfelder Münster    | 52° 2′ N, 7° 39′ O  | 233         | 49–52           | 28. Oktober 1983   |
| 27  | Nordrhein-Westfalen | Staustufe Schlüsselburg | 52° 28′ N, 9° 4′ O  | 1.600       | 32–40           | 28. Oktober 1983   |
| 28  | Nordrhein-Westfalen | Unterer Niederrhein     | 51° 43′ N, 6° 14′ O | 25.000      | 7–27            | 28. Oktober 1983   |

### Rheinland-Pfalz
| Nr. | Land                    | Name des Gebiets                                         | Lage              | Größe in ha | Höhe in m ü.NHN | Ausweisungs- Datum |
| --- | ----------------------- | -------------------------------------------------------- | ----------------- | ----------- | --------------- | ------------------ |
| 9   | Hessen, Rheinland-Pfalz | Rheinauen zwischen Eltville am Rhein und Bingen am Rhein | 50° 0′ N, 8° 0′ O | 566         | 80              | 26. Februar 1976   |

### Sachsen-Anhalt
| Nr. | Land                      | Name des Gebiets                         | Lage                 | Größe in ha | Höhe in m ü.NHN | Ausweisungs- Datum |
| --- | ------------------------- | ---------------------------------------- | -------------------- | ----------- | --------------- | ------------------ |
| 32  | Sachsen-Anhalt            | Aland-Elbe-Niederung und Elbaue Jerichow | 52° 45′ N, 11° 49′ O | 8.605       | 20–35           | 21. Februar 2003   |
| 24  | Thüringen, Sachsen-Anhalt | Helmestausee Berga-Kelbra                | 51° 26′ N, 11° 0′ O  | 1.453       | 150             | 31. Juli 1978      |

### Schleswig-Holstein
| Nr. | Land               | Name des Gebiets                         | Lage                | Größe in ha | Höhe in m ü.NHN | Ausweisungs- Datum |
| --- | ------------------ | ---------------------------------------- | ------------------- | ----------- | --------------- | ------------------ |
| 30  | Schleswig-Holstein | Wattenmeer und angrenzende Küstengebiete | 54° 30′ N, 8° 40′ O | 454.988     | -15–50          | 15. November 1991  |

### Thüringen
| Nr. | Land                      | Name des Gebiets          | Lage                | Größe in ha | Höhe in m ü.NHN | Ausweisungs- Datum |
| --- | ------------------------- | ------------------------- | ------------------- | ----------- | --------------- | ------------------ |
| 24  | Thüringen, Sachsen-Anhalt | Helmestausee Berga-Kelbra | 51° 26′ N, 11° 0′ O | 1.453       | 150             | 31. Juli 1978      |